# Бордошіу
Бордошіу (рум. Bordoșiu) — село у повіті Муреш в Румунії. Входить до складу комуни Финтинеле.
Село розташоване на відстані 240 км на північний захід від Бухареста, 24 км на південний схід від Тиргу-Муреша, 100 км на південний схід від Клуж-Напоки, 103 км на північний захід від Брашова.

## Населення
За даними перепису населення 2002 року у селі проживали 299 осіб.
Національний склад населення села:
| Національність | Кількість осіб | Відсоток |
| -------------- | -------------- | -------- |
| угорці         | 195            | 65,2%    |
| цигани         | 103            | 34,4%    |

Рідною мовою назвали:
| Мова      | Кількість осіб | Відсоток |
| --------- | -------------- | -------- |
| угорська  | 190            | 63,5%    |
| циганська | 108            | 36,1%    |